# Pygopleurus anahitae
Pygopleurus anahitae là một loài bọ cánh cứng trong họ Glaphyridae. Loài này được Mitter miêu tả khoa học năm 2001.